# Just a Guy
Just a Guy ist ein animierter Kurzfilm der in Deutschland lebenden Regisseurin und Motiondesignerin Shoko Hara aus dem Jahr 2020, welcher unter Verwendung von Stop-Motion, Knetanimationen, Collage- und Mischtechniken von Studio Seufz produziert wurde. Just a Guy betrachtet die Beziehung dreier Frauen zu dem Serienmörder Richard Ramírez.
2020 war Just a Guy der international erfolgreichste deutsche Kurzfilm und wurde für den Deutschen Kurzfilmpreis nominiert.

## Handlung
Eva O., Sarah K. und Shoko Hara sind allesamt unterschiedlich und doch verbindet sie eines: die Briefe von und an Richard Ramírez. Im Kurzfilm Just a Guy sprechen diese drei Frauen in persönlichen Interviews über ihre Beziehungen zu dem im San Quentin State Prison inhaftierten Serienmörder und Vergewaltiger. Während es für die Amerikanerin und Ramírez erste Freundin seit seiner Inhaftierung Eva O. Liebe war und sie ihn sogar einige Mal im Gefängnis besuchen konnte, stand Sarah K. aus Deutschland lediglich im Briefkontakt mit Ramírez und sendete ihm vor allem erotische Fotos, nach denen er verlangte. Shoko Hara, die über ein gemeinsames Fotoshooting mit ihrer Freundin Sarah K. erstmals mit Ramírez in Kontakt kam, entschied sich am Ende jedoch gegen einen weiteren Austausch mit dem Serienmörder. Die drei Frauen erinnern sich zurück – an handgeschriebene Briefe, jahrelange Intimität ohne eine Berührung und Fotos in den Todestrakt.

## Auszeichnungen
Der Debütfilm von Shoko Hara wurde durch die MFG Filmförderung sowie die BKM gefördert und erhielt zahlreiche Auszeichnungen.
- Grandprix Animafest Zagreb 2020,
- Golden Dragon auf dem 60. Krakow Film Festival
- Nominiert für den Deutschen Kurzfilmpreis 2020, Kategorie Dokumentarfilm
- Grandprix: Message2Men, St. Petersburg 2020
- Best Documentary & Jury Award: Zubroffka Int. Shortfilm Festival 2021
- Best Documentary: La Guarimba Film Festival, 2021
- Best Documentary: Festival Stopmotion MX, 2020
- Best Animated Documentary: Reanima Festival, 2020
- Best Animated Documentary: London int. Animation Festival, 2020
- Best Director: Aguilar Film Festival 2020
- Best Animation in National Competition, Filmfest Dresden 2021
- Best Sounddesign in National & International Competition, Filmfest Dresden, 2021
- Special Jury Award: Paris int. Animation FF, 2021
- Special Jury Award: Animakom, 2021
- High Risk Award: Fantoche, 2021
- High Risk Award: GLAS 2021, Berkeley, CA 2021
- No Violence Award: Ann Arbor FF, 2021
- Special Distinction Prize: Bucheon int. Animation Festival, 2020
- Special Jury Award: Sapporo Short Fest, 2020
- Special Jury Award: Torino FF, 2020
- Nominiert: Best Documentary Short, Odense Film Festival
- Special Mention: Anibar, Kosovo
- Best Screenplay, Animage, Pernambuco 2021
- Deutsche Film- und Medienbewertung (FBW): Prädikat „besonders wertvoll“

## Hintergrund
Der Serienmörder Richard Ramírez soll 13 Menschen getötet und mindestens elf vergewaltigt haben und wurde 1989 zum Tode verurteilt. Der Kurzfilm Just a Guy hat für Regisseurin Shoko Hara einen persönlichen Bezug. Durch die Briefkorrespondenz der Freundin Sarah K. mit Ramírez wurde sie für ein Fotoshooting angefragt, da Ramírez eine „Vorliebe für asiatische Frauen“ hatte. Die Regisseurin verrät im Film, dass sie aus Neugier einwilligte und für die Fotos roten Nagellack auf den Zehennägeln tragen sollte. Als sie daraufhin jedoch einen handgeschriebenen Brief von Ramírez erhielt und dieser sich darin unter anderem nach Details aus ihrer Kindheit erkundigte, brach sie den Kontakt ab. Seitdem beschäftigen sie die Frage: Was sind das für Frauen, die eine Beziehung mit einem verurteilten Serienmörder wie Richard Ramírez eingehen? Im Fokus stehen die Geschichten und Gefühle der einzelnen Frauen: „Es war sehr wichtig für mich, Richard Ramírez nicht zu glorifizieren, sondern die Frauen so authentisch wie möglich darzustellen, ohne zu werten.“